# Vuelo 1602 de MK Airlines
El vuelo 1602 de MK Airlines fue un vuelo de carga Boeing 747-200F  de MK Airlines en un vuelo desde Aeropuerto Internacional de Halifax-Stanfield, Canadá, hasta el Aeropuerto de Zaragoza, España, Se estrelló durante el despegue en 2004, matando a la tripulación de 7 personas. Fue el cuarto accidente de MK Airlines, así como el más mortal.

## Aeronave y tripulación
El Boeing 747-200 de 24 años se fabricó originalmente para South African Airways en 1980 como ZS-SAR, realizó su primer vuelo el 24 de octubre del mismo año y se entregó el 6 de noviembre. En algún momento durante su servicio con SAA, el ZS-SAR se convirtió en un carguero. El 11 de noviembre de 1992, Garuda Indonesia arrendó el ZS-SAR y le cambió el registro a 3B-NAS. En algún momento antes de septiembre de 1995, el avión se devolvió a SAA y, en marzo de 2000, se vendió a MK Airlines como 9G-MKJ. El capitán era Michael Thornycroft, que había estado en MK Airlines desde su establecimiento en 1990. Tenía 23.200 horas de vuelo, incluidas 4.000 horas en el Boeing 747. Thornycroft también tenía doble ciudadanía sudafricana y británica. El copiloto era Gary Keogh, que tenía 8.537 horas de vuelo. El ingeniero de vuelo era Peter Launder, que tenía 2.000 horas de vuelo. También había un capitán de relevo y un ingeniero de vuelo. El capitán de relevo fue David Lamb, y el ingeniero de vuelo de relevo fue Steven Hooper, quienes tenían 1.600 y 1.990 horas de vuelo respectivamente, El ingeniero de tierra era Mario Zhan, que tenía doble ciudadanía sudafricana y alemana, y el jefe de carga era Chris Strydom. Seis de los siete tripulantes eran de Zimbabue; el séptimo (Capitán Thornycroft) era de Sudáfrica.

## Accidente
A las 00:03 hora local, el 14 de octubre de 2004, el vuelo 1602 de MK Airlines despegó del aeropuerto internacional de Bradley. El avión se cargó con una carga de tractores cortacésped e hizo una parada intermedia en Halifax a las 02:12 para cargar aproximadamente 53 000 kilogramos (53 t; 117 000 lb) de langosta y pescado. 
El vuelo 1602 rodó hasta la pista 24 (ahora con la designación '23' asignada) y la carrera de despegue se inició a las 06:53:22. Cuando la aeronave alcanzó los 130 nudos (150 mph), la columna de control se movió hacia atrás a 8,4° para iniciar la rotación cuando la aeronave pasó la marca de 5500 pies (1700 m) de la pista 24; con 3300 pies (1000 m) restantes en la pista, la aeronave comenzó a girar. La altitud de cabeceo se estabilizó brevemente en aproximadamente 9° con el morro hacia arriba, con una velocidad aerodinámica de 144 nudos (166 mph). Debido a que el 747 aún no había despegado de la pista, la columna de control se movió más hacia atrás a 10° y la aeronave respondió con una inclinación adicional hasta aproximadamente 11°; en este momento, un golpe de cola ocurrió. La aeronave estaba aproximadamente en la marca de 2400 m (8000 pies) y ligeramente a la izquierda de la línea central. Luego, la columna de control se relajó ligeramente, a 9° hacia atrás. La actitud de cabeceo se estabilizó en el rango de 11° durante los siguientes cuatro segundos y, como resultado, el golpe de cola disminuyó. Con aproximadamente 600 pies (180 m) de pista restantes, las palancas de empuje avanzaron al 92% y las relaciones de presión del motor (EPR) aumentaron a 1,60. Con 420 pies (130 m) restantes, se produjo un segundo golpe de cola. Cuando la aeronave pasó el final de la pista, la columna de control estaba a 13,5° hacia atrás, la actitud de cabeceo era de 11,9° con el morro hacia arriba y la velocidad aerodinámica era de 152 nudos (282 km / h; 175 mph). El cabeceo de nariz hacia arriba más alto registrado de 14,5° se registró un minuto y dos segundos después del inicio del despegue después de que la aeronave pasara el final de la pista a una velocidad de 155 nudos (287 km / h; 178 mph). La aeronave se elevó aproximadamente 670 pies (200 m) más allá de la superficie pavimentada y voló una distancia de 325 pies (99 m). El fuselaje de popa inferior chocó contra una berma de tierra que sostenía una antena localizadora del sistema de aterrizaje por instrumentos (ILS) 300 metros (980 pies) más allá del final de la pista, separándose del avión. Luego, el avión se dirigió hacia adelante en línea recta durante otros 370 m (1200 pies), rompiéndose en pedazos y estallando en llamas cuando golpeó el suelo.

## Investigación
Una investigación sobre el accidente reveló que la tripulación de vuelo había utilizado velocidades y ajustes de empuje incorrectos durante el intento de despegue, con datos de despegue incorrectos que se calcularon al preparar el vuelo (cálculo de velocidad V incorrecto, como resultado de la tripulación reutilizando un peso de despegue más ligero de 240 000 kilogramos (530 000 lb) del despegue anterior de la aeronave en Bradley, en lugar del peso correcto de 353 000 kilogramos (778 000 lb). conformidades con el tiempo de vuelo y de servicio, sin regulaciones ni reglas de la compañía que rijan los períodos de servicio máximos para los maestros de carga y los ingenieros de tierra, lo que resulta en un mayor potencial de errores inducidos por la fatiga.
MK Airlines cuestionó los hallazgos de la investigación, exigió una citación de recuperar la grabadora de voz de la cabina (CVR), ya que la misma resultó demasiado dañada en el incendio posterior al accidente para proporcionar información.